# 바짐 스트랄초우
바짐 미칼라예비치 스트랄초우(벨라루스어: Вадзім Мікалаевіч Стральцоў, 러시아어: Вади́м Никола́евич Стрельцо́в 바딤 니콜라예비치 스트렐초프[*], 1986년 4월 30일~)는 벨라루스의 역도 선수이다. 2016년 하계 올림픽 남자 미들헤비급 은메달을 획득했으며 세계 선수권 대회에서 금메달 1개, 동메달 2개, 유럽 선수권 대회에서 동메달 2개를 획득했다.